# Верхнеурледимское сельское поселение
Верхнеурледимское се́льское поселе́ние — упразднённое муниципальное образование в Рузаевском районе Мордовии Российской Федерации.
Административный центр — село Верхний Урледим.

## История
Статус и границы сельского поселения установлены Законом Республики Мордовия от 7 февраля 2005 года № 14-З «Об установлении границ муниципальных образований Рузаевского муниципального района, Рузаевского муниципального района и наделении их статусом сельского поселения, городского поселения и муниципального района».
Законом Республики Мордовия от 17 мая 2018 года N 47-З Верхнеурледимское сельское поселение и сельсовет были упразднены, а входившие в них населённые пункты были включены в состав Палаевского сельского поселения и сельсовета.

## Население
| 2002 | 2010 | 2012 | 2013 | 2014 | 2015 | 2016 |
| ---- | ---- | ---- | ---- | ---- | ---- | ---- |
| 215  | ↘180 | ↘174 | ↗176 | ↘168 | ↗185 | →185 |
| 2017 | 2018 | 2019 |      |      |      |      |
| →185 | ↘178 | ↗179 |      |      |      |      |

## Состав сельского поселения
| № | Населённый пункт | Тип населённого пункта | Население |
| - | ---------------- | ---------------------- | --------- |
| 1 | Верхний Урледим  | село                   | ↘86       |
| 2 | Нижний Урледим   | село                   | ↘10       |
| 3 | Яковщина         | село                   | ↘84       |